# Joaquín Dualde Gómez
Joaquín Dualde Gómez (Valencia, 15 de agosto de 1875-Barcelona, 20 de enero de 1963) fue un abogado y político español, ministro de Instrucción Pública y Bellas Artes durante la Segunda República Española.

## Biografía
Nació el 15 de agosto de 1875 en Valencia. Elegido diputado a Cortes por la circunscripción de Lérida en las elecciones de 1933, durante la II República como miembro del Partido Liberal Demócrata formó parte, entre el 29 de diciembre de 1934 y el 3 de abril de 1935 en una primera etapa y posteriormente entre el 6 de mayo y el 25 de septiembre de 1935, de dos de los gobiernos de Alejandro Lerroux como ministro de Instrucción Pública y Bellas Artes.
Falleció el 20 de enero de 1963 en Barcelona.